# Pronume negativ
Pronumele negativ este un pronume care exprimă lipsa, excluderea, prezentarea unui lucru sau a unei ființe ca inexistent(ă), înlocuindu-i numele. În unele gramatici este considerat o specie de pronume aparte. În altele este tratat ca o subspecie a pronumelui nehotărât, de care se deosebește prin faptul că are înțeles negativ, sau, în unele gramatici maghiare care iau în seamă un pronume numit „general”, împreună cu acesta ori ca o subspecie a acestuia.
Unele pronume negative au numai folosire pronominală, altele sunt și adjective pronominale cu aceeași formă ca în rolul de pronume, sau cu forme ușor diferite.

## În limba română
În română există două cuvinte simple care sunt numai pronume negative, nimeni și nimic, cu variantele populare nimenea, respectiv nimica. Primul se referă la persoane, al doilea – la lucruri. Sunt invariabile în gen și număr, nimeni/nimenea având și formă de genitiv-dativ, nimănui(a), pe când nimic(a) este invariabil și în caz. Exemple în propoziții:
Nu cumpăr nimic;
Nu văd pe nimeni aici;
– Al cui e câinele ăsta? – Al nimănui.
Mai este și un pronume negativ compus din adverbul nici și pronumele nehotărât unul, una: niciunul, niciuna, niciunii, niciunele, cu formele de genitiv-dativ niciunuia, niciuneia, niciunora. Acesta are și variantă adjectivală: niciun, nicio, niciunii, niciunele, niciunui, niciunei, niciunor. Poziția adjectivului este totdeauna înaintea substantivului determinat. În propoziții:
Aici nu este niciun student;
Azi nu a venit niciunul dintre studenți.
Pronumele, ca și adjectivul, sunt totdeauna însoțite în propoziție de adverbul de negație nu.
Funcțiile sintactice ale acestor cuvinte sunt aceleași ca ale nehotărâtelor.

## În limba franceză
În franceză, în propoziție completă, pronumele și adjectivele pronominale negative sunt însoțite de negația ne și înlocuiesc negația pas, care trebuie să fie prezentă dacă în propoziție nu este alt cuvânt negativ în afară de ne.
Corespondentele lui „nimeni” și „nimic” sunt personne, respectiv rien, care sunt numai pronume:
Je n’ai vu personne „N-am văzut pe nimeni”;
Je n’ai rien dit „N-am zis nimic”.
Corespondentele lui „niciun(ul)”, „niciuna/nicio” sunt aucun (masculin), aucune (feminin):
Je n’ai aucun ami à qui demander conseil sur cette question „N-am niciun prieten căruia să-i cer un sfat în chestiunea asta”;
Pour le mariage de ma sœur, j’ai essayé plusieurs chapeaux. Aucun ne me plaisait ! „Pentru căsătoria surorii mele am încercat mai multe pălării. Niciuna nu-mi plăcea!”
Acest pronume/adjectiv are ca sinonim locuțiunea pas/plus un (seul) (masc.), pas/plus une (seule) în registrul de limbă curent:
– Est-ce que parmi ces étudiants il y en a qui travaillent pour payer leurs études ? – Non, il n’y en a pas un seul „– Printre studenții ăștia sunt care lucrează ca să-și plătească studiile? – Nu, nu e niciunul”;
– Est-ce qu’il y a encore des visiteurs dans le musée ? – Non, il n’y en a plus un seul „– Mai sunt vizitatori în muzeu? – Nu, nu mai e niciunul”.
În registrul elevat, sinonimul acestora este nul, nulle, care poate avea ca pronume și sensul „nimeni”:
Il n’éprouvait nulle crainte devant la mort „(El) nu simțea nicio teamă în fața morții”;
Nul n’est censé ignorer la loi „Nimeni nu are voie să ignore legea”.

## În limba engleză
În engleză, toate pronumele și adjectivele negative sunt invariabile. Spre deosebire de română sau franceză, se folosesc fără alt cuvânt negativ în propoziție.
Pronumele „nimeni” are două corespondente: I saw no one / nobody acting strangely „N-am văzut pe nimeni purtându-se ciudat”.
Corespondentul lui „nimic” este nothing: I saw nothing suspicious „N-am văzut nimic suspect”.
Cu sensul adjectivului „niciun/nicio” se folosește un cuvânt identic cu adverbul de negație utilizat cu rolul de cuvânt propoziție: There's no change „Nu este nicio schimbare”.
Corespondentul pronumelui „niciunul/niciuna” este none: We wanted tickets, but there were none left „Voiam bilete, dar nu mai era niciunul”.

## În BCMS
În limbile diasistemului slav de centru-sud (bosniacă, croată, muntenegreană, sârbă), toate pronumele și adjectivele negative se formează cu prefixul ni- care, folosit independent, are sensul „nici”, urmat de pronume/adjective interogative, și se declină ca acestea.
Corespondentele lui „nimeni” și „nimic” sunt numai pronume. Există o diferență de formă între standardele celor patru limbi în cazul corespondentului lui „nimeni”. În croată, acesta este nitko, iar în celelalte – niko:
cnr  Dugo je vladao mir i niko ništa nije pitao „Multă vreme a domnit pacea, și nimeni nu întreba nimic”;
hr  Nitko te nije pozdravio „Nimeni nu te-a salutat”;
sr  Ne vidim nikoga „Nu văd pe nimeni”.
Toate celelalte pronume sunt și adjective cu aceeași formă.
Adjectivului și pronumelui „niciun(ul)”, „niciuna/nicio” îi corespunde nijedan, nijedna, nijedno:
sr  Ne sviđa mi se nijedan „Nu-mi place niciunul”;
Sunt și negative care nu au corespondent exact în română, anume adjectivele nikakav sau nikoji „de niciun fel”, și ničiji „al/a/ai/ale nimănui” (forme de masculin singular la nominativ):
hr  Nisu te tražili nikakvi ljudi „Nu te-au căutat niciun fel de oameni”;
sr  Ova zemlja nije ničija „Pământul ăsta nu e al nimănui”.
La cazurile folosite cu unele prepoziții, acestea se plasează între prefix și restul cuvântului, de exemplu:
- ničega „nimic” la genitiv fără prepoziție vs. ni iz čega „din nimic”;
- nikim „nimeni” la instrumental fără prepoziție vs. ni s(a) kim „cu nimeni”;
- nikakve „niciun fel de” la nominativ-acuzativ fără prepoziție vs. Ne verujem ni u kakve veštice „Nu cred în niciun fel de vrăjitoare”.

## În limba maghiară
Și în această limbă, pronumele și adjectivele negative se formează de la interogative, cu un prefix, anume se-, cu varianta sem-, care este folosit și independent ca adverb negativ. La contactul dintre cele două morfeme apar în unele cazuri schimbări fonetice.
În propoziție trebuie să fie prezent unul din adverbele negative nem sau ne, care pot fi înlocuite cu sem sau se dacă pronumele/adjectivul negativ precede adverbul negativ. De asemenea, forma nincs „nu este” poate fi înlocuită de sincs cu aceeași condiție.
Corespondentul lui „nimeni” este numai pronume, dar al lui „nimic” poate fi și adjectiv:
Nem telefonált senki „N-a dat nimeni telefon” sau Senki nem/se(m) telefonált „Nimeni n-a dat telefon”;
Nincs semmi a hűtőszekrényben „Nu e nimic în frigider” sau Semmi nincs/sincs a hűtőszekrényben „Nimic nu e în frigider”;
Már semmi pénzem sincs „Nu mai am bani deloc” (literal *„…. nimic ban”).
Celelalte pronume sunt și adjective cu aceeași formă. Toate se declină ca substantivele atunci când sunt folosite pronominal, având 14 cazuri din cele 18. Cu folosire adjectivală nu se acordă în caz, aceasta fiind regula pentru adjective în general, și nici în gen, această categorie gramaticală lipsind în maghiară.
Lui „niciunul/niciuna” îi corespunde sintagma egy(ik) sem, iar drept corespondent al lui „niciun/nicio”, membrele acesteia iau substantivul între ele. Cu sensul care include „dintre” are ca sinonim pronumele-adjectiv semelyik:
Egy(ik) sem tanult meg kínaiul „Niciunul n-a învățat chineza”;
Egyik diák sem tanult meg kínaiul „Niciun student n-a învățat chineza”;
Semelyik szoknya nem állt jól neki „Niciuna dintre fuste nu-i stătea bine”.
Câteva pronume-adjective nu au corespondent exact în română. 
Nincs neki semmilyen számítógépe „Nu are (el) calculator de niciun fel”;
Semennyi pénz nincs nálam „N-am niciun ban la mine” (literal *„Nicicât ban…”).